# Natal'ja Choreva
Natal'ja Vladimirovna Choreva (in russo Наталья Владимировна Хорева?; traslitterazione anglosassone Nataliya Vladimirovna Khoreva; Mosca, 28 maggio 1986) è una slittinista russa.

## Biografia
Ha iniziato a gareggiare per la nazionale russa nelle varie categorie giovanili nella specialità del singolo, non riuscendo però a cogliere risultati di particolare rilievo.
A livello assoluto ha esordito in Coppa del Mondo nella stagione 2006/07 ed ha conquistato il primo podio il 25 gennaio 2014 nel singolo a Sigulda (3ª). In classifica generale come miglior risultato si è piazzata all'undicesimo posto nella specialità del singolo nel 2013/14.
Ha preso parte a due edizioni dei Giochi olimpici invernali, esclusivamente nella specialità del singolo: a Vancouver 2010 è giunta in decima posizione ed a Soči 2014 ha chiuso la gara in ottava piazza.
Ha preso parte altresì a sei edizioni dei campionati mondiali, conseguendo il suo più importante piazzamento a Sigulda 2015 dove ha concluso la prova del singolo al decimo posto. Nelle rassegne continentali ha vinto due medaglie d'oro, entrambe a Sigulda 2014, nella gara individuale ed in quella a squadre.

## Palmarès

### Europei
- 2 medaglie:
  - 2 ori (singolo, gara a squadre a Sigulda 2014).

### Coppa del Mondo
- Miglior piazzamento in classifica generale nel singolo: 11ª nel 2013/14.
- 1 podio (nel singolo):
  - 1 terzo posto.